# Symmorphus cristatus
Symmorphus cristatus är en stekelart som först beskrevs av Henri Saussure 1856.  Symmorphus cristatus ingår i släktet vedgetingar, och familjen Eumenidae. Inga underarter finns listade i Catalogue of Life.